# Tournoi d'ouverture du championnat du Panama de football 2017
Navigation
Saison précédente Saison suivante
Le Tournoi Apertura 2017 est le vingt-et-unième tournoi saisonnier disputé au Panama.
C'est cependant la 40e fois que le titre de champion du Panama est remis en jeu.
Lors de ce tournoi, le Tauro FC a tenté de conserver son titre de champion du Panama face aux neuf meilleurs clubs panaméens.
Chacun des dix clubs participant était confronté deux fois aux neuf autres équipes. Puis les quatre meilleurs se sont affrontés lors d'une phase finale à la fin du tournoi.
Seulement une place était qualificative pour la Ligue des champions de la CONCACAF ou pour la Ligue de la CONCACAF.

## Les 10 clubs participants
Ce tableau présente les dix équipes qualifiées pour disputer le championnat 2017-2018. On y trouve le nom des clubs, le nom des stades dans lesquels ils évoluent ainsi que la capacité et la localisation de ces derniers.
| Club                     | Stade                         | Capacité | Ville                |
| Alianza FC               | Camp Luis Ernesto Tapia (es)  | 900      | Panama City          |
| Deportivo Árabe Unido    | Stade Armando Dely Valdes     | 1 221    | Colón                |
| Chorrillo FC             | Stade Maracaná                | 5 500    | Panama City          |
| CAI La Chorrera          | Stade Maracaná                | 5 500    | La Chorrera          |
| CD Plaza Amador          | Stade Maracaná                | 5 500    | Panama City          |
| San Francisco FC         | Stade Agustín Muquita Sánchez | 3 000    | La Chorrera          |
| Santa Gema FC (en)       | Stade Agustín Muquita Sánchez | 3 000    | Arraiján             |
| Sporting San Miguelito   | Camp Luis Ernesto Tapia (es)  | 900      | San Miguelito        |
| Tauro FC                 | Stade Rommel Fernandez        | 32 000   | Panama City          |
| Atlético Veragüense (en) | Stade Áristocles Castillo     | 2500     | Santiago de Veraguas |

| \| Panama City : Alianza FC Chorrillo FC CD Plaza Amador Tauro FC Panama City Deportivo Árabe Unido Atlético Veragüense San Francisco FC CAI La Chorrera Sporting San Miguelito Santa Gema FC \| Localisation des clubs. |
| Panama City : Alianza FC Chorrillo FC CD Plaza Amador Tauro FC Panama City Deportivo Árabe Unido Atlético Veragüense San Francisco FC CAI La Chorrera Sporting San Miguelito Santa Gema FC                               |

## Compétition
Le tournoi Apertura se déroule de la même façon que le tournoi saisonnier précédent, en deux phases :
- La phase de qualification : les dix-huit journées de championnat.
- La phase finale : les matchs aller-retour allant des demi-finales à la finale.

### Phase de qualification
Lors de la phase de qualification les dix équipes affrontent à deux reprises les neuf autres équipes selon un calendrier tiré aléatoirement.
Les quatre meilleures équipes sont qualifiées pour les demi-finales.
Le classement est établi sur le barème de points classique (victoire à 3 points, match nul à 1, défaite à 0).
Le départage final se fait selon les critères suivants :
- Le nombre de points.
- La différence de buts générale.
- Le nombre de buts marqué.

| Rang | Équipe                   | Pts | J  | G | N | P  | Bp | Bc | Diff |
| ---- | ------------------------ | --- | -- | - | - | -- | -- | -- | ---- |
| 1    | Tauro FC T               | 34  | 18 | 9 | 7 | 2  | 26 | 13 | +13  |
| 2    | CD Plaza Amador          | 33  | 18 | 9 | 6 | 3  | 22 | 12 | +10  |
| 3    | Deportivo Árabe Unido    | 33  | 18 | 8 | 9 | 1  | 21 | 11 | +10  |
| 4    | Chorrillo FC             | 26  | 18 | 6 | 8 | 4  | 21 | 17 | +4   |
| 5    | Atlético Veragüense (en) | 25  | 18 | 7 | 4 | 7  | 22 | 27 | -5   |
| 6    | CAI La Chorrera P        | 22  | 18 | 6 | 4 | 8  | 11 | 18 | -7   |
| 7    | San Francisco FC         | 20  | 18 | 5 | 5 | 8  | 23 | 24 | -1   |
| 8    | Sporting San Miguelito   | 17  | 18 | 3 | 8 | 7  | 17 | 23 | -6   |
| 9    | Santa Gema FC (en)       | 15  | 18 | 3 | 6 | 9  | 14 | 21 | -7   |
| 10   | Alianza FC               | 14  | 18 | 3 | 5 | 10 | 12 | 23 | -11  |

| Légende : Qualifications et relégations | Légende : Qualifications et relégations          |
| --------------------------------------- | ------------------------------------------------ |
|                                         | Qualifié pour les demi-finales                   |
|                                         | T Tenant du titre P Promu de la saison 2016-2017 |

| Résultats (▼dom., ►ext.)                                   | Ali | Ára | Cho | CAI | Pla | Fra | Gem | Spo | Tau | Ver |
| Alianza FC                                                 |     | 0-1 | 0-0 | 0-0 | 1-2 | 0-2 | 0-0 | 2-2 | 0-0 | 2-0 |
| Deportivo Árabe Unido                                      | 2-1 |     | 1-1 | 2-1 | 1-1 | 0-0 | 2-1 | 1-1 | 0-0 | 4-1 |
| Chorrillo FC                                               | 2-1 | 1-1 |     | 1-0 | 1-1 | 1-1 | 1-1 | 2-1 | 2-0 | 3-0 |
| CAI La Chorrera                                            | 1-0 | 0-1 | 1-0 |     | 1-3 | 1-0 | 1-0 | 0-0 | 0-2 | 0-2 |
| CD Plaza Amador                                            | 0-1 | 0-1 | 3-0 | 2-0 |     | 1-1 | 1-0 | 1-1 | 1-0 | 1-0 |
| San Francisco FC                                           | 3-0 | 0-2 | 1-1 | 2-1 | 1-2 |     | 2-3 | 1-0 | 1-2 | 2-3 |
| Santa Gema FC (en)                                         | 2-0 | 1-1 | 2-1 | 1-1 | 0-1 | 0-2 |     | 2-3 | 0-0 | 0-1 |
| Sporting San Miguelito                                     | 1-3 | 0-0 | 0-2 | 2-0 | 1-2 | 1-0 | 0-0 |     | 2-2 | 2-2 |
| Tauro FC                                                   | 2-0 | 0-0 | 2-1 | 1-1 | 1-1 | 4-2 | 2-0 | 2-0 |     | 4-1 |
| Atlético Veragüense (en)                                   | 3-1 | 2-1 | 1-1 | 0-1 | 0-0 | 2-2 | 2-1 | 1-0 | 1-2 |     |
| - Victoire à domicile - Match nul - Victoire à l'extérieur |     |     |     |     |     |     |     |     |     |     |

### La Phase Finale
Les quatre équipes qualifiées sont réparties dans le tableau final d'après leur classement général.
En cas d'égalité sur la somme des deux matchs une prolongation et une séance de tirs au but ont éventuellement lieu.

#### Tableau
|  | 1/2 finale            | 1/2 finale            | 1/2 finale            | 1/2 finale | 1/2 finale | 1/2 finale   |              |     | Finale | Finale | Finale | Finale | Finale |  |
|  |                       |                       |                       |            |            |              |              |     |        |        |        |        |        |  |
|  |                       |                       |                       |            |            |              |              |     |        |        |        |        |        |  |
|  |                       |                       |                       |            |            |              |              |     |        |        |        |        |        |  |
|  | Tauro FC              | Tauro FC              | (1)                   | 0          | 1          |              |              |     |        |        |        |        |        |  |
|  | Tauro FC              | Tauro FC              | (1)                   | 0          | 1          |              |              |     |        |        |        |        |        |  |
|  | Chorrillo FC          | Chorrillo FC          | (4)                   | 0          | 2          |              |              |     |        |        |        |        |        |  |
|  | Chorrillo FC          | Chorrillo FC          | (4)                   | 0          | 2          | Chorrillo FC | Chorrillo FC | (4) | 5      |        |        |        |        |  |
|  |                       |                       |                       |            |            |              | Chorrillo FC | (4) | 5      |        |        |        |        |  |
|  |                       | Deportivo Árabe Unido | Deportivo Árabe Unido | (3)        | 1          |              |              |     |        |        |        |        |        |  |
|  | CD Plaza Amador       | CD Plaza Amador       | Deportivo Árabe Unido | (3)        | 1          | (2)          | 1            | 0   | 0(4)   |        |        |        |        |  |
|  | CD Plaza Amador       | CD Plaza Amador       |                       |            |            | (2)          | 1            | 0   | 0(4)   |        |        |        |        |  |
|  | Deportivo Árabe Unido | Deportivo Árabe Unido | (3)                   | 0          | 1          | 0(5)         |              |     |        |        |        |        |        |  |
|  | Deportivo Árabe Unido | Deportivo Árabe Unido | (3)                   | 0          | 1          | 0(5)         |              |     |        |        |        |        |        |  |

#### Demi-finales
| Club            | Aller | Retour | Club                  | Commentaire       |
| Tauro FC        | 0-0   | 1-2    | Chorrillo FC          |                   |
| CD Plaza Amador | 1-0   | 0-1    | Deportivo Árabe Unido | Tirs au but : 4-5 |

#### Finale
| 2 décembre 2017 | Chorrillo FC                                                                                                   | 5:1   | Deportivo Árabe Unido   | Stade Rommel Fernández |  |
|                 | 8e Alfredo Stephens · 27e Alfredo Stephens · 64e S. Ramirez · 83e Rolando Blackburn · 88e Luis Antonio Hurtado | (2:0) | 73e (pen.) Enrico Small |                        |  |

## Bilan du tournoi
| Tournoi d'ouverture du championnat de football du Panama 2017     |                         |
| Champion                                                          | Chorrillo FC (3e titre) |
| Dauphin                                                           | Deportivo Árabe Unido   |
| Qualifications continentales                                      |                         |
| Ligue des champions de la CONCACAF 2019 Ligue de la CONCACAF 2018 | Chorrillo FC            |

## Statistiques

### Buteurs
| Rang | Nom | Équipe | Buts |
| 1    |     |        | -    |
| 2    |     |        | -    |
| 3    |     |        | -    |